# Liste des routes d'État au Kentucky
Les routes d'État au Kentucky sont entretenues par le Kentucky Transportation Cabinet, lequel classe les routes comme étant principales ou secondaires. Certaines routes, comme la KY 80, sont à la fois principales et secondaires avec un seul segment identifié comme principal. Malgré le nom, il n'existe pas de différence dans la signalisation entre les routes principales et secondaires.
En raison du grand nombre de routes dans le réseau, seules les routes principales sont listées.

## Liste des routes d'État principales

### 1-999
| Numéro | Longueur (mi) | Longueur (km) | Terminus sud / ouest                                    | Terminus nord / est                                                    | Créée | Notes                                                                                                |
| ------ | ------------- | ------------- | ------------------------------------------------------- | ---------------------------------------------------------------------- | ----- | --- |
| KY3    | 79,16         | 127,39        | US 23 / US 460 près d'Auxier                            | KY 645 près d'Inez                                                     | 1929  | |
| KY 4   | 19,28         | 31,03         | Ceinture autour de Lexington                            | Ceinture autour de Lexington                                           | 1966  | |
| KY 7   | 203,07        | 326,81        | US 460 à West Liberty                                   | KY 9 près de Grayson                                                   | 1929  | |
| KY 8   | 114,20        | 183,79        | KY 1072 à Ludlow                                        | Dodd Drive à Dayton                                                    | —     | |
| KY 9   | 116,29        | 187,14        | KY 1 près de Grayson                                    | KY 8 à Newport                                                         | 1929  | |
| KY 10  | 117,76        | 189,52        | KY 9 près de Vanceburg                                  | SR 10 à la frontière de l'Ohio près de Greenup                         | 1929  | |
| KY 11  | 182,55        | 293,78        | KY 92 près de Siler                                     | US 62 / US 68 Bus. à Maysville                                         | 1929  | |
| KY 15  | 131,42        | 211,50        | US 119 à Whitesburg                                     | US 60 à Winchester                                                     | —     | |
| KY 16  | 36,75         | 59,15         | US 127 à Glencoe                                        | KY 17 in Covington                                                     | —     | |
| KY 17  | 34,66         | 55,78         | US 27 à Falmouth                                        | Roebling Way à la frontière de l'Ohio à Covington                      | —     | |
| KY 18  | 16,63         | 26,77         | KY 338 à Burlington                                     | KY 1017 à Florence                                                     | —     | |
| KY 21  | 17,28         | 27,82         | KY 52 près de Paint Lick                                | Limite du comté de Jackson                                             | —     | |
| KY 22  | 121,21        | 195,07        | US 42 à Louisville                                      | KY 10 dans le comté de Bracken                                         | —     | |
| KY 30  | 102,02        | 164,19        | Hal Rogers Parkway / KY 354 à London                    | US 460 près de Slayeraville                                            | —     | |
| KY 32  | 174,38        | 280,64        | US 62 à Georgetown                                      | KY 3 à Louisa                                                          | —     | |
| KY 34  | 21,83         | 35,13         | US 68 / KY 52 près de Mitchellsburg                     | Lexington Road près de Danville                                        | —     | |
| KY 35  | 12,83         | 20,65         | US 127 près de Sparta                                   | US 42 à Warsaw                                                         | —     | |
| KY 40  | 42,34         | 68,14         | US 460 / KY 7 à Salyersville                            | Virginia Avenue à la frontière de la Virginie-Occidentale à Kermit, WV | —     | |
| KY 52  | 167,40        | 269,40        | US 62 à Boston                                          | KY 30 près de Jackson                                                  | —     | |
| KY 53  | 66,31         | 106,72        | KY 555 près de Willisburg                               | US 42 près de La Grange                                                | —     | |
| KY 54  | 54,33         | 87,43         | KY 2831 à Owensboro                                     | US 62 à Leitchfield                                                    | —     | |
| KY 55  | 140,86        | 226,69        | US 127 à Freedom                                        | US 42 / KY 36 à Prestonville                                           | —     | |
| KY 61  | 151,33        | 243,55        | SR 53 à la frontière du Tennessee près de Peytonsburg   | US 31E / US 60 à Louisville                                            | —     | |
| KY 67  | 14,22         | 22,88         | I-64 près de Grayson                                    | KY 3105 à Wurtland                                                     | 2002  | |
| KY 69  | 54,42         | 89,20         | Bluff Lane dans le comté d'Ohio                         | SR 237 à la frontière de l'Indiana à Hawesville                        | —     | |
| KY 70  | 294,92        | 474,70        | US 60 à Smithland                                       | US 150 près de Brodhead                                                | —     | |
| KY 79  | 102,00        | 164,16        | KY 3519 à Russellville                                  | SR 135 à la frontière de l'Indiana à Brandenburg                       | —     | |
| KY 80  | 483,55        | 778,20        | KY 58 / KY 123 à Columbus                               | SR 80 à la frontière de la Virginie près d'Elkhorn City                | —     | |
| KY 81  | 39,96         | 64,31         | US 431 à South Carrollton                               | KY 54 / KY 2831 à Owensboro                                            | —     | |
| KY 90  | 134,73        | 216,83        | I-65 / KY 70 près de Cave City                          | US 25W près de Williamsburg                                            | —     | |
| KY 101 | 30,96         | 49,82         | KY 100 à Scottsville                                    | KY 259 à Rhoda                                                         | —     | |
| KY 114 | 17,54         | 28,23         | US 460 près de Salyersville                             | KY 1428 à Prestonsburg                                                 | —     | |
| KY 118 | 3,52          | 5,67          | US 421 / KY 80 à Hyden                                  | Hal Rogers Parkway près de Hyden                                       | —     | |
| KY 121 | 69,38         | 111,66        | SR 119 à la frontière du Tennessee                      | US 51 / US 62 à Wickliffe                                              | —     | |
| KY 144 | 95,33         | 153,41        | KY 603 à Owensboro                                      | US 31W à Radcliff                                                      | —     | |
| KY 151 | 7,81          | 12,57         | US 127 près de Lawrenceburg                             | US 60 près de Graefenburg                                              | —     | |
| KY 155 | 20,79         | 33,46         | KY 55 / KY 1663 près d'Elk Creek                        | US 31E / US 150 à Louisville                                           | —     | |
| KY 160 | 61,15         | 98,41         | SR 160 à la frontière de la Virginie près de Cumberland | KY 1087 à Vest                                                         | —     | |
| KY 180 | 2,51          | 4,05          | US 60 / KY 3294 près de Canonsburg                      | KY 3 près de Canonsburg                                                | —     | |
| KY 191 | 31,10         | 51,10         | KY 15 à Campton                                         | US 460 / KY 2498 à West Liberty                                        | —     | |
| KY 192 | 40,50         | 65,20         | KY 80 Bus. près de Somerset                             | Hal Rogers Parkway à London                                            | —     | |
| KY 205 | 29,30         | 47,20         | KY 30 à Jackson                                         | US 460 près de Greear                                                  | —     | |
| KY 210 | 38,25         | 61,55         | US 31W / KY 61 à Elizabethtown                          | US 68 / KY 55 / KY 70 à Campbellsville                                 | —     | |
| KY 234 | 20,03         | 32,24         | US 68 / KY 80 à Bowling Green                           | KY 101 près de Scottsville                                             | —     | |
| KY 237 | 14,78         | 23,79         | KY 536 à Florence                                       | KY 8 à Hebron                                                          | —     | |
| KY 245 | 19,44         | 31,29         | US 150 à Bardstown                                      | KY 61 près de Shepherdsville                                           | —     | |
| KY 259 | 95,91         | 154,35        | KY 144 près de Rhodelia                                 | US 68 / KY 80 à Hays (en)                                              | 1930  | |
| KY 312 | 11,37         | 18,29         | US KY 192 près de Corbin                                | US 25E `s Corbin                                                       | —     | |
| KY 313 | 33,85         | 54,47         | I-65 à Fort Knox                                        | SR 135 à la frontière de l'Indiana à Brandenburg                       | —     | |
| KY 338 | 32,23         | 51,87         | US 25 à Richwood                                        | KY 20 à Idlewild                                                       | —     | |
| KY 348 | 20,57         | 30,10         | KY 1241 près de Saint Johns                             | US 641 / KY 58 à Benton                                                | —     | |
| KY 418 | 11,74         | 18,89         | US 25 / US 421 à Lexington                              | KY 627 près de Boonesborough                                           | —     | |
| KY 425 | 4,75          | 7,64          | US 60 / KY 136 à Henderson                              | US 41 / KY 136 / KY 2084 à Henderson                                   | —     | |
| KY 446 | 0,97          | 1,56          | US 31W / US 68 / KY 80 à Bowling Green                  | I-65 à Bowling Green                                                   | —     | |
| KY 448 | 3,06          | 4,92          | KY 313 à Brandenburg                                    | KY 79 / KY 313 à Brandenburg                                           | —     | |
| KY 461 | 18,02         | 28,99         | KY 80 à Mark                                            | US 25 à Mount Vernon                                                   | —     | |
| KY 471 | 5,75          | 9,25          | US 27 à Highland Heights                                | I-471 à la frontière de l'Ohio à Highland Heights                      | 1981  | En multiplex avec l'I-471                                                                            |
| KY 519 | 20,54         | 33,06         | KY 7 près de Pomp                                       | US 60 à Morehead                                                       | —     | |
| KY 536 | 29,41         | 47,32         | KY 338 près de Rabbit Hash                              | US 27 à Alexandria                                                     | —     | |
| KY 555 | 18,30         | 29,45         | US 150 / KY 55 / KY 152 à Springfield                   | US 62 dans le comté d'Anderson                                         | —     | |
| KY 620 | 20,58         | 33,12         | US 62 à Georgetown                                      | US 25 près de Rogers Gap                                               | —     | |
| KY 627 | 30,37         | 48,87         | US 25 / US 421 à Richmond                               | US 68 Bus. à Paris                                                     | 1972  | |
| KY 645 | 14,69         | 23,64         | US 23 près d'Ulysses                                    | Cul-de-sac près d'Inez                                                 | —     | |
| KY 676 | 5,29          | 8,51          | US 127 à Frankfort                                      | US 60 / US 421 à Frankfort                                             | —     | |
| KY 686 | 6,33          | 10,19         | US 460 / KY 11 à Mount Sterling                         | US 60 à Mount Sterling                                                 | —     | |
| KY 788 | 1,11          | 1,79          | US 41A à Fort Campbell                                  | Porte 7 de Fort Campbell                                               | —     | |
| KY 823 | 4,60          | 7,40          | KY 477 à Raymond                                        | KY 261 / KY 703 près de Fackler Road                                   | —     | |
| KY 841 | 38,90         | 62,59         | US 31W / US 60 / KY 1934 près de Valley Station         | I-265 à la frontière de l'Indiana près de Louisville                   | 1977  | Entre la jonction avec l'I-65 et la frontière de l'Indiana, la KY 841 est en multiplex avec l'I-265. |
| KY 864 | 16,34         | 26,30         | KY 2053 dans le comté de Jefferson                      | US 31E à Louisville                                                    | —     | |
| KY 876 | 9,60          | 16,03         | KY 595 près de Richmond                                 | US 25 / US 421 à Richmond                                              | —     | |
| KY 880 | 2,83          | 4,56          | US 231 à Bowling Green                                  | KY 234 près de Bowling Green                                           | 1983  | |
| KY 913 | 4,34          | 6,98          | KY 155 à Jeffersontown                                  | US 60 à Middletown                                                     | —     | |
| KY 914 | 13,30         | 21,41         | Cumberland Parkway à Somerset                           | KY 80 / Hal Rogers Parkway à Somerset                                  | —     | |
| KY 922 | 20,20         | 32,51         | US 60 à Lexington                                       | KY 620 près de Georgetown                                              | —     | |
|        |               |               |                                                         |                                                                        |       | |

### 1000-1999
| Numéro  | Longueur (mi) | Longueur (km) | Terminus sud / ouest                  | Terminus nord / est                              | Créée | Notes |
| ------- | ------------- | ------------- | ------------------------------------- | ------------------------------------------------ | ----- | ----- |
| KY 1020 | 17,81         | 28,66         | KY 61 près de Shepherdsville          | US 31 / US 31E / US 31W / US 60 à Louisville     | —     |       |
| KY 1051 | 33,85         | 54,47         | I-65 à Fort Knox                      | SR 135 à la frontière de l'Indiana à Brandenburg | —     |       |
| KY 1065 | 13,86         | 22,30         | KY 907 à Auburndale                   | KY 1819 à Fern Creek                             | —     |       |
| KY 1120 | —             | —             | I-75 à Covington                      | I-471 à Newport                                  | —     |       |
| KY 1247 | 41,34         | 66,53         | US 27 / KY 90 à Burnside              | US 27 à Stanford                                 | —     |       |
| KY 1447 | 9,24          | 14,88         | KY 1932 à Louisville                  | KY 146 à Louisville                              | —     |       |
| KY 1526 | 18,02         | 28,99         | KY 44 à Cupio                         | KY 44 à Mount Washington                         | —     |       |
| KY 1600 | —             | —             | KY 3005 près d'Elizabethtown          | KY 144 à Flaherty                                | —     |       |
| KY 1618 | 1,06          | 1,71          | US 31E près de Hodgenville            | KY 210 près de Hodgenville                       | —     |       |
| KY 1638 | 9,10          | 14,64         | KY 448 à Brandenburg                  | US 31W / KY 868 près de Fort Knox                | —     |       |
| KY 1703 | 5,68          | 9,14          | KY 2052 à Louisville                  | US 31E / US 150 à Louisville                     | —     |       |
| KY 1747 | 18,42         | 29,65         | Grade Lane à Louisville               | KY 22 à Worthington                              | —     |       |
| KY 1865 | 6,19          | 9,97          | KY 2055 à Louisville                  | US 60 Alt. à Louisville                          | —     |       |
| KY 1932 | 6,59          | 10,61         | US 31E / US 150 à Louisville          | US 42 à Louisville                               | —     |       |
| KY 1934 | 11,50         | 18,51         | US 31W / US 60 / KY 841 à Louisville  | KY 2054 à Louisville                             | —     |       |
| KY 1958 | 5,33          | 8,57          | Boucle partielle autour de Winchester | Boucle partielle autour de Winchester            | —     |       |
| KY 1973 | 33,89         | 54,53         | US 25 / US 421 près de Lexington      | US 460 à White Sulphur                           | —     |       |
| KY 1974 | 9,46          | 15,22         | KY 169 près de Nicholasville          | KY 4 à Lexington                                 | —     |       |
|         |               |               |                                       |                                                  |       |       |

### 2000-2999
| Numéro  | Longueur (mi) | Longueur (km) | Terminus sud / ouest            | Terminus nord / est                            | Créée | Notes |
| ------- | ------------- | ------------- | ------------------------------- | ---------------------------------------------- | ----- | ----- |
| KY 2054 | 3,30          | 5,31          | KY 1934 à Louisville            | US 60 Alt. à Louisville                        | —     |       |
| KY 2154 | 6,82          | 10,98         | US 68 près de Lebanon           | KY 208 près de Lebanon                         | —     |       |
| KY 2155 | 3,45          | 5,55          | US 60 / US 231 près d'Owensboro | KY 2262 à Owensboro                            | 2002  |       |
| KY 2262 | 1,49          | 2,40          | KY 54 à Owensboro               | SR 161 à la frontière de l'Indiana à Owensboro | —     |       |
| KY 2831 | 3,06          | 4,92          | US 60 / US 431 près d'Owensboro | KY 2245 à Owensboro                            | 2010  |       |
|         |               |               |                                 |                                                |       |       |

### 3000-5999
| Numéro  | Longueur (mi) | Longueur (km) | Terminus sud / ouest                     | Terminus nord / est   | Créée | Notes |
| ------- | ------------- | ------------- | ---------------------------------------- | --------------------- | ----- | ----- |
| KY 3005 | 10,58         | 17,03         | Western Kentucky Parkway à Elizabethtown | US 62 à Elizabethtown | —     |       |
| KY 3041 | 5,70          | 9,17          | US 25W à Corbin                          | US 25E à Corbin       | —     |       |
| KY 3155 | 4,70          | 7,56          | KY 259 à Leitchfield                     | KY 259 à Leitchfield  | —     |       |
|         |               |               |                                          |                       |       |       |